# Солана-де-лос-Баррос
Солана-де-лос-Баррос (ісп. Solana de los Barros) — муніципалітет в Іспанії, у складі автономної спільноти Естремадура, у провінції Бадахос. Населення — 2795 осіб (2010).
Муніципалітет розташований на відстані близько 310 км на південний захід від Мадрида, 43 км на південний схід від Бадахоса.
На території муніципалітету розташовані такі населені пункти: (дані про населення за 2010 рік)
- Кортегана: 243 особи
- Ретамаль: 468 осіб
- Солана-де-лос-Баррос: 2084 особи

## Демографія
Динаміка населення (INE ):